# Paul Ryan
Paul Davis Ryan (Janesville, Wisconsin; 29 de enero de 1970) es un político estadounidense que se desempeñó como el 54° presidente de la Cámara de Representantes de los Estados Unidos entre 2015 y 2019. Además, representó al 1.er distrito congresional de Wisconsin entre 1999 y 2019. Fue compañero de fórmula del candidato republicano a la presidencia, Mitt Romney, en las elecciones presidenciales de 2012.

## Primeros años y educación
Paul Davis Ryan nació el 29 de enero de 1970 en Janesville, Wisconsin, el menor de los cuatro hijos de Elizabeth "Betty" Ann (de soltera Hutter),quien posteriormente se convirtió en diseñadora de interiores, y Paul Murray Ryan, abogado.Es de quinta generación de Wisconsin. Su padre era de ascendencia irlandesa y su madre, alemana e inglesa.Uno de los antepasados paternos de Ryan se estableció en Wisconsin antes de la Guerra de Secesión.Su bisabuelo, Patrick William Ryan, fundó una empresa de movimiento de tierras en 1884, que posteriormente se convirtió en P. W. Ryan and Sons y ahora se conoce como Ryan Incorporated Central.El abuelo de Ryan, Stanley M. Ryan, fue nombrado Fiscal de los Estados Unidos para el Distrito Oeste de Wisconsin.En 2018, mientras filmaba un segmento para la serie de PBS Finding Your Roots, Ryan descubrió que sus resultados de ADN incluían un 3 % de ascendencia judía asquenazí.
Ryan asistió a la St. Mary's Catholic School en Janesville y luego a la Joseph A. Craig High School,donde fue elegido presidente de su clase de penúltimo año y, por lo tanto, se convirtió en el rey del baile de graduación. Como presidente de la clase, Ryan representó al alumnado en la junta escolar.Después de su segundo año, Ryan consiguió un trabajo en la parrilla de McDonald's.Formó parte de los equipos escolares de esquí, atletismo y fútbol, además de jugar baloncesto en una liga recreativa católica.Participó en varios clubes académicos y sociales, incluyendo el Modelo de Naciones Unidas.Ryan y su familia solían hacer excursiones de senderismo y esquí a las Montañas Rocosas de Colorado.
Aunque el padre de Ryan no fue un bebedor empedernido toda su vida, manteniéndose sobrio durante casi veinte años tras su primera etapa en rehabilitación, se había vuelto alcohólico para cuando Ryan era adolescente. Ryan comentó más tarde sobre su relación con su padre, a quien veneraba de niño, afirmando que «[el alcohol] lo volvió más distante, irritable y estresado... el whisky había borrado algunas de las mejores facetas del hombre que conocí».A los 16 años, Ryan encontró a su padre, de 55 años, muerto en la cama por un infarto, algo que Ryan posteriormente atribuyó en parte al consumo excesivo de alcohol.Tras la muerte de su padre, la abuela de Ryan se mudó con la familia. Como padecía Alzheimer, Ryan la cuidó mientras su madre viajaba a la universidad en Madison, Wisconsin.Desde la muerte de su padre hasta que cumplió 18 años, Ryan recibió la prestación del Seguro Social para sobrevivientes, que ahorró para su educación universitaria.Su madre más tarde se casó con el viudo Bruce Douglas.
Ryan tiene una licenciatura en economía y ciencias políticas de la Universidad Miami en Oxford, Ohio,donde se interesó en los escritos de Friedrich Hayek, Ludwig von Mises y Milton Friedman.A menudo visitaba la oficina del profesor libertario Richard Hart para discutir las teorías de estos economistas y de Ayn Rand.Hart presentó a Ryan a National Review,y con la recomendación de Hart, Ryan comenzó una pasantía en la oficina de Washington D. C. del senador estadounidense de Wisconsin Bob Kasten, donde trabajó con el asesor de asuntos exteriores de Kasten.
Ryan asistió al programa Washington Semester en la Universidad Americana.Trabajó durante los veranos como vendedor para Oscar Mayer y una vez condujo el Wienermobile.Ryan fue miembro de los Republicanos Universitarios,y se ofreció como voluntario para la campaña al Congreso de John Boehner.Fue miembro de la fraternidad social Delta Tau Delta.

## Carrera temprana
Según se informa, Betty Ryan instó a su hijo a aceptar un puesto en el Congreso como asistente legislativo en la oficina del senador Kasten, lo que hizo después de graduarse en 1992.En sus primeros años trabajando en el Capitolio, Ryan complementó sus ingresos trabajando como camarero, como entrenador físico y en otros trabajos.
Unos meses después de que Kasten perdiera ante el demócrata Russ Feingold en las elecciones de 1992, Ryan se convirtió en redactor de discursos para Empower America (que más tarde se convirtió en FreedomWorks), un grupo de defensa conservador fundado por Jack Kemp, Jeane Kirkpatrick y William Bennett.
Ryan trabajó posteriormente como redactor de discursos para Kemp,el candidato republicano a la vicepresidencia en las elecciones presidenciales de Estados Unidos de 1996. Kemp se convirtió en su mentor, y Ryan ha declarado que ejerció una "enorme influencia".
En 1995, Ryan se convirtió en director legislativo del entonces congresista estadounidense Sam Brownback, de Kansas. En 1997, regresó a Wisconsin y trabajó durante un año como consultor de marketing para la constructora Ryan Incorporated Central, propiedad de sus familiares.

## Cámara de Representantes de los Estados Unidos

### Elecciones
Ryan fue elegido por primera vez para la Cámara de Representantes en 1998, ganando el escaño del 1.er Distrito del republicano Mark Neumann, un titular de dos mandatos que había dejado su escaño para hacer una candidatura fallida para el Senado de los Estados Unidos.Ryan, de 28 años, ganó las primarias republicanas contra el pianista Michael J. Logan, de 29 años, de Twin Lakes, y las elecciones generales contra la demócrata Lydia Spottswood.Esto lo convirtió en el segundo miembro más joven de la Cámara.

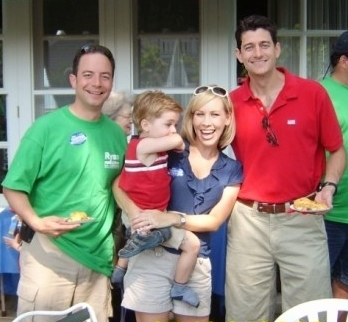
Paul Ryan con el presidente del Partido Republicano de Wisconsin, Reince Priebus, y la esposa de Priebus, Sally, en 2008.

Reelegido ocho veces, Ryan nunca recibió menos del 55% de los votos en una elección al Congreso. Derrotó al contrincante demócrata Jeffrey C. Thomas en las elecciones de 2000, 2002, 2004 y 2006.En las elecciones de 2008, Ryan derrotó a la demócrata Marge Krupp.
En las elecciones generales de 2010, derrotó al demócrata John Heckenlively y al libertario Joseph Kexel.En 2012, bajo la ley electoral de Wisconsin, Ryan pudo postularse simultáneamente a la vicepresidencia y al Congresoy no pudo retirar su nombre de la papeleta electoral del Congreso tras ser nominado a la vicepresidencia.Se enfrentó al candidato demócrata Rob Zerban. Al 25 de julio de 2012, Ryan contaba con más de 5,4 millones de dólares en su cuenta de campaña para el Congreso, más que cualquier otro miembro de la Cámara de Representantes.Fue reelegido con el 55 % de los votos de su distrito y el 44 % de los votos en su ciudad natal, Janesville.
Zerban volvió a desafiar a Ryan en las elecciones a la Cámara de Representantes de 2014.Ryan ganó con el 63 por ciento de los votos de su distrito.
En las primarias republicanas de 2016, Ryan se enfrentó al empresario Paul Nehlen, quien había recibido el apoyo de Sarah Palin.Debido al apoyo de Nehlen a Trump, Trump le agradeció públicamente en Twitter y posteriormente declaró a The Washington Post que Nehlen estaba "haciendo una muy buena campaña", a pesar de no haberlo respaldado.El 5 de agosto de 2016, Trump respaldó la reelección de Ryan tras la presión de sus compañeros líderes republicanos.En las primarias del 9 de agosto de 2016,Ryan derrotó abrumadoramente a Nehlen, obteniendo más del 84 % de los votos.En las elecciones generales de noviembre, Ryan se enfrentó a la demócrata Rebecca Solen[58] y ganó con el 65 % de los votos de su distrito.

#### Asignaciones del comité
Como Presidente de la Cámara de Representantes, Ryan no presidió ni formó parte de ningún comité. Antes de ocupar la presidencia, ocupó los siguientes cargos:
- Comité de Medios y Arbitrios (Presidente)
  - Subcomité de Salud

#### Membresías de caucus
- Caucus Republicano de la Cámara de Representantes
- Comité de Estudio Republicano del Caucus de los Conservadores de la Cámara de Representantes[54]
- Caucus Internacional de Conservación del Congreso de los Estados Unidos[55]
- Caucus de la Asociación Económica de Oriente Medio
- Caucus de Oración
- Caucus de Deportistas (Copresidente)
- Caucus Occidental del Congreso[56]

### Período de mandato en el Congreso previo a la presidencia (1999-2015)

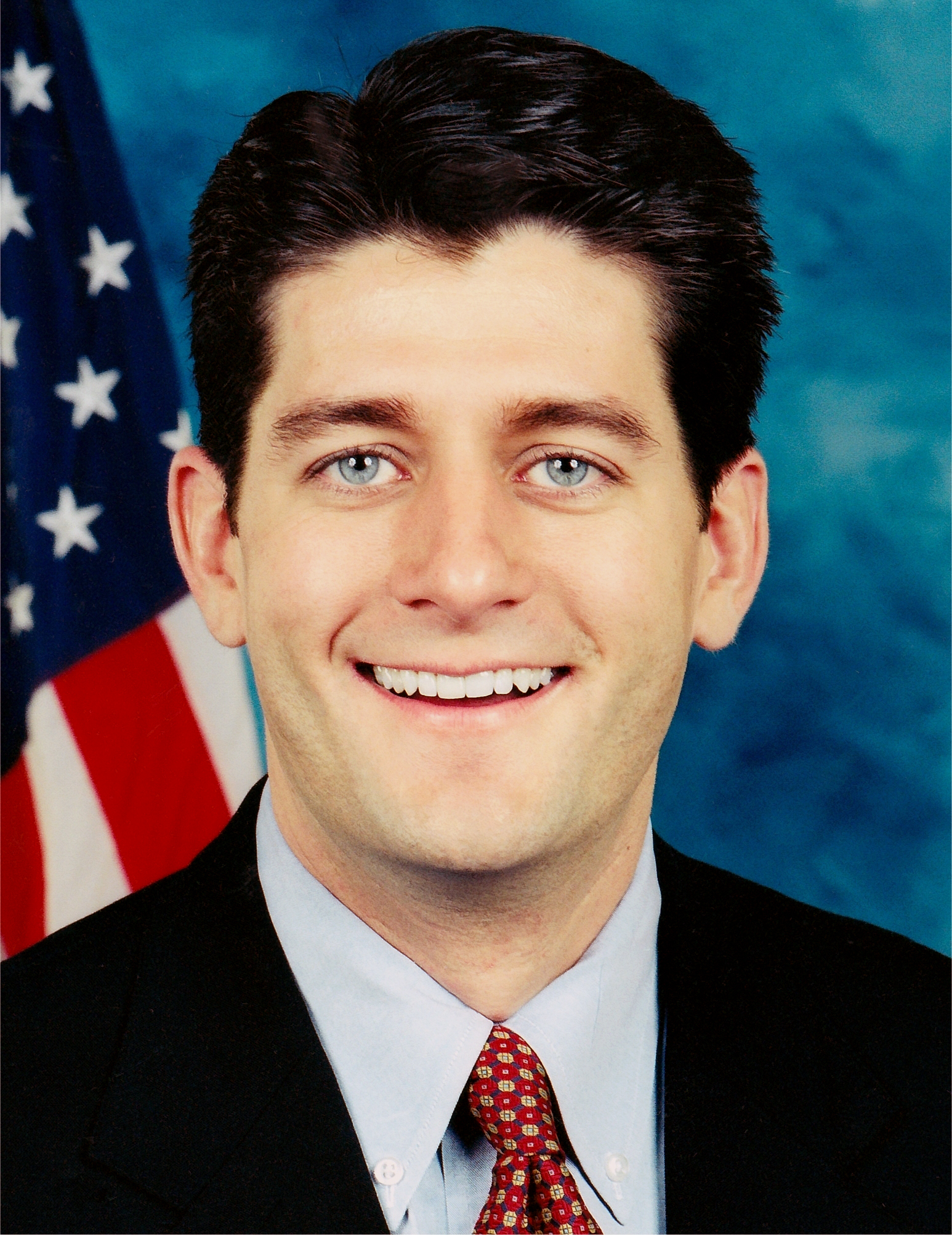
Retrato oficial de Ryan en el Congreso de los Estados Unidos en 2001.

Ryan se convirtió en el miembro republicano de mayor rango del Comité de Presupuesto de la Cámara de Representantes en 2007y presidió el comité en 2011, tras la toma de control de la Cámara por parte de los republicanos. Ese mismo año, fue seleccionado para pronunciar la respuesta republicana al discurso del Estado de la Unión.Hasta agosto de 2012, Ryan había sido el principal promotor de más de 70 proyectos de ley o enmiendas,y solo dos de ellos se habían convertido en ley.Uno, aprobado en julio de 2000, renombró una oficina de correos en el distrito de Ryan; el otro, aprobado en diciembre de 2008, redujo el impuesto especial sobre las flechas.Hasta agosto de 2012, Ryan también había copatrocinado 975 proyectos de ley, de los cuales 176 se habían aprobado; el 22 % de estos proyectos fueron originalmente patrocinados por un demócrata.
Ryan fue un "partidario confiable de las prioridades de política exterior de la administración [de George W. Bush]" que votó a favor de la Resolución de Irak de 2002, autorizando la invasión de Irak en 2003.
En 2010, Ryan fue miembro de la Comisión Nacional bipartidista sobre Responsabilidad Fiscal y Reforma (Comisión Bowles-Simpson), encargada de desarrollar un plan para reducir el déficit federal. Votó en contra del informe final de la comisión.En 2012, Ryan acusó a los principales líderes militares del país de usar engaños para mantenerse dentro de los límites presupuestarios aprobados por el Congreso.Ryan posteriormente declaró que se había expresado mal sobre el tema y llamó al general Martin Dempsey, Presidente del Estado Mayor Conjunto, para disculparse por sus comentarios.

## Campaña vicepresidencial de 2012

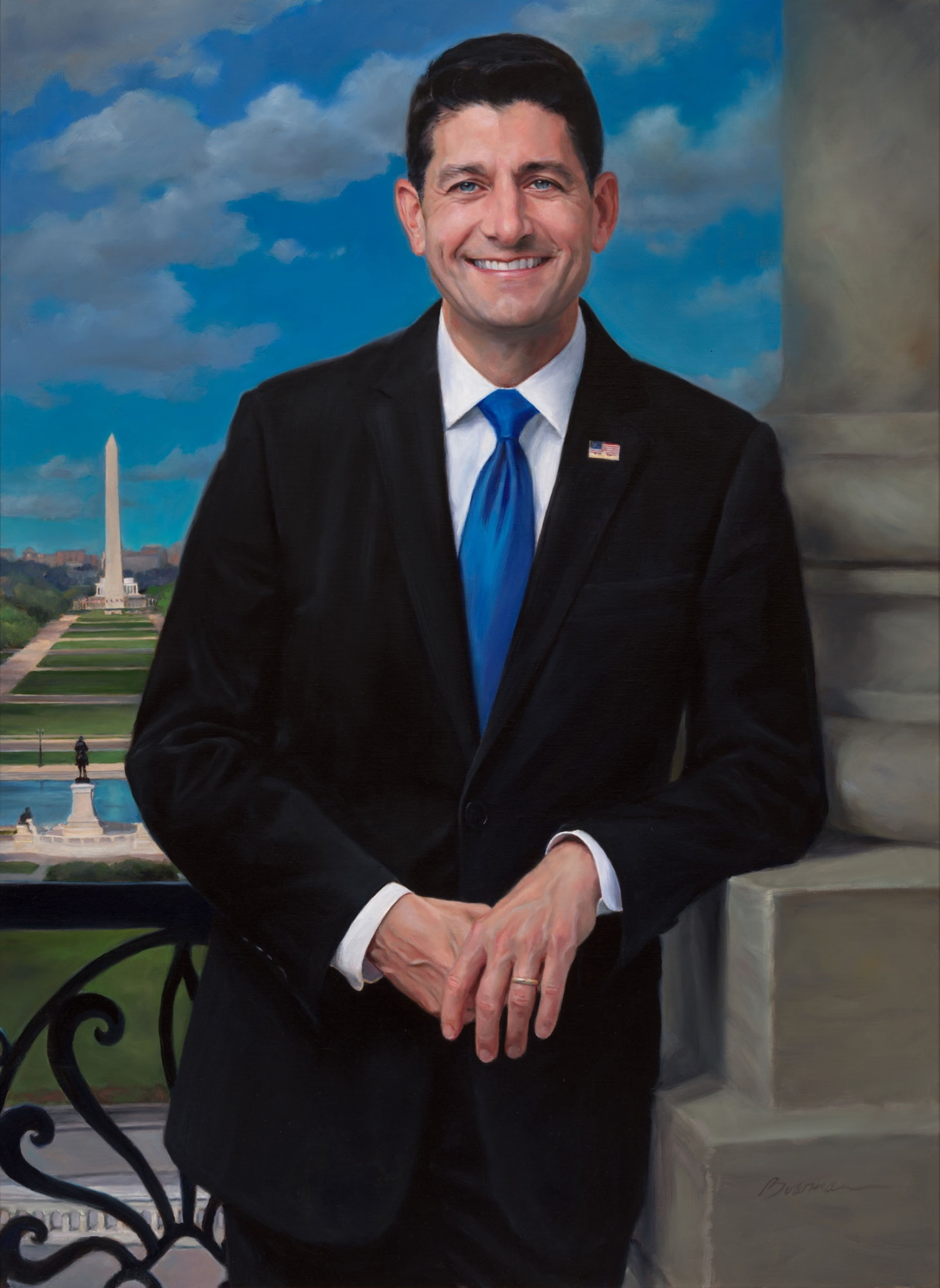
Retrato oficial de Ryan, por Leslie W. Bowman, 2018.

Dan Balz, del Washington Post, escribió que Ryan fue promovido como candidato a vicepresidente "por elementos importantes de los creadores de opinión conservadores, incluida la página editorial del Wall Street Journal, el Weekly Standard y el editor de National Review".
El 11 de agosto de 2012, la campaña de Romney anunció a Ryan como su elección para vicepresidentea través de su aplicación móvil "Mitt's VP".Se informó que Romney le había ofrecido el puesto a Ryan el 1 de agosto de 2012,el día después de regresar de un viaje de política exterior al Reino Unido, Polonia e Israel.El 11 de agosto de 2012, Ryan aceptó formalmente la invitación de Romney para unirse a su campaña como su compañero de fórmula, frente al USS Wisconsin en Norfolk.Ryan es el primer individuo de Wisconsin, así como el primer miembro de la Generación Xen presentarse como candidato nacional de un partido importante.
También en agosto de 2012, Associated Press publicó un artículo que afirmaba que, si bien el movimiento Tea Party buscaba un candidato distinto a Romney, había conseguido a "uno de sus héroes ideológicos" para la vicepresidencia. Según el artículo, Ryan apoya la creencia del Tea Party en los "derechos individuales, la desconfianza hacia el gran gobierno y una adhesión alegórica a los Padres Fundadores".
Según un análisis histórico-estadístico realizado por Nate Silver, "Ryan es el miembro republicano más conservador del Congreso elegido para el puesto de vicepresidente desde al menos 1900" y "también es más conservador que cualquier candidato demócrata [a vicepresidente que se haya desempeñado anteriormente en el Congreso] liberal, lo que significa que es el más alejado del centro" de cualquier candidato a vicepresidente elegido del Congreso desde principios del siglo XX.

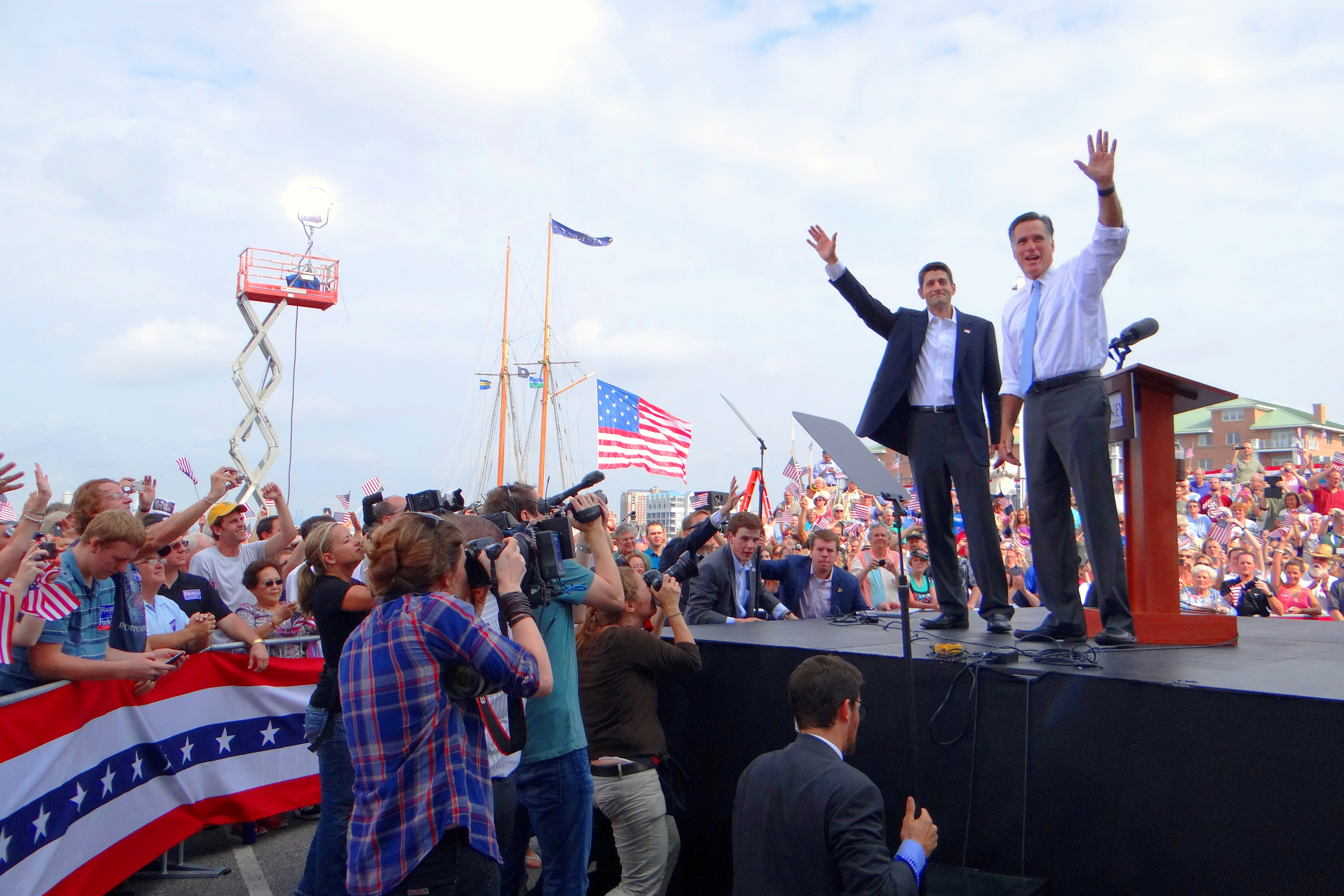
Mitt Romney con Paul Ryan después de presentarlo como su compañero de fórmula para las elecciones presidenciales de 2012, en Norfolk, Virginia, el 11 de agosto de 2012.

El politólogo Eric Schickler comentó que, si bien Ryan "bien podría ser el candidato a vicepresidente más conservador en décadas", la metodología NOMINATE "no es adecuada para hacer afirmaciones sobre el liberalismo o conservadurismo relativo de los políticos" a lo largo del tiempo.Una encuesta de USA Today/Gallup reveló que el 39 % pensaba que Ryan era una opción "excelente" o "bastante buena" para vicepresidente, en comparación con el 42 % que lo consideraba una opción "regular" o "mala".
Ryan aceptó formalmente su nominación en la Convención Nacional Republicana de 2012 el 29 de agosto de 2012.En su discurso de aceptación, promovió a Mitt Romney como candidato presidencial, apoyó la derogación de la Ley de Protección al Paciente y Cuidado de Salud Asequible (PPACA),afirmó que él y Romney tenían un plan para generar 12 millones de nuevos empleos en los próximos cuatro años y promovió los principios fundadores como solución: «No eludiremos los problemas difíciles; lideraremos. No pasaremos cuatro años culpando a otros; asumiremos la responsabilidad. No intentaremos reemplazar nuestros principios fundadores; los reaplicaremos».
El discurso fue bien recibido por el público de la convención y elogiado por su excelente presentación.Algunos verificadores de datos alegaron importantes omisiones factuales y que presentó detalles fuera de contexto.Medios conservadores (incluyendo a Jennifer Rubin de The Washington Post, Investor's Business Daily,y Fox News) cuestionaron algunas de las conclusiones de los verificadores. De 33 declaraciones de Ryan que Politifact.com sospechó que eran falsas o engañosas, calificó el 10,5 % como verdaderas, el 18 % como mayormente ciertas, el 21 % como semiverdaderas, el 36 % como mayormente falsas, el 9 % como falsas y el 6 % como totalmente falsas.El 11 de octubre de 2012, Ryan debatió con su homólogo demócrata, el futuro vicepresidente (y presidente en 2020) Joe Biden, en el único debate vicepresidencial del ciclo electoral de 2012.

## Presidente de la Cámara de Representantes

### 114º Congreso

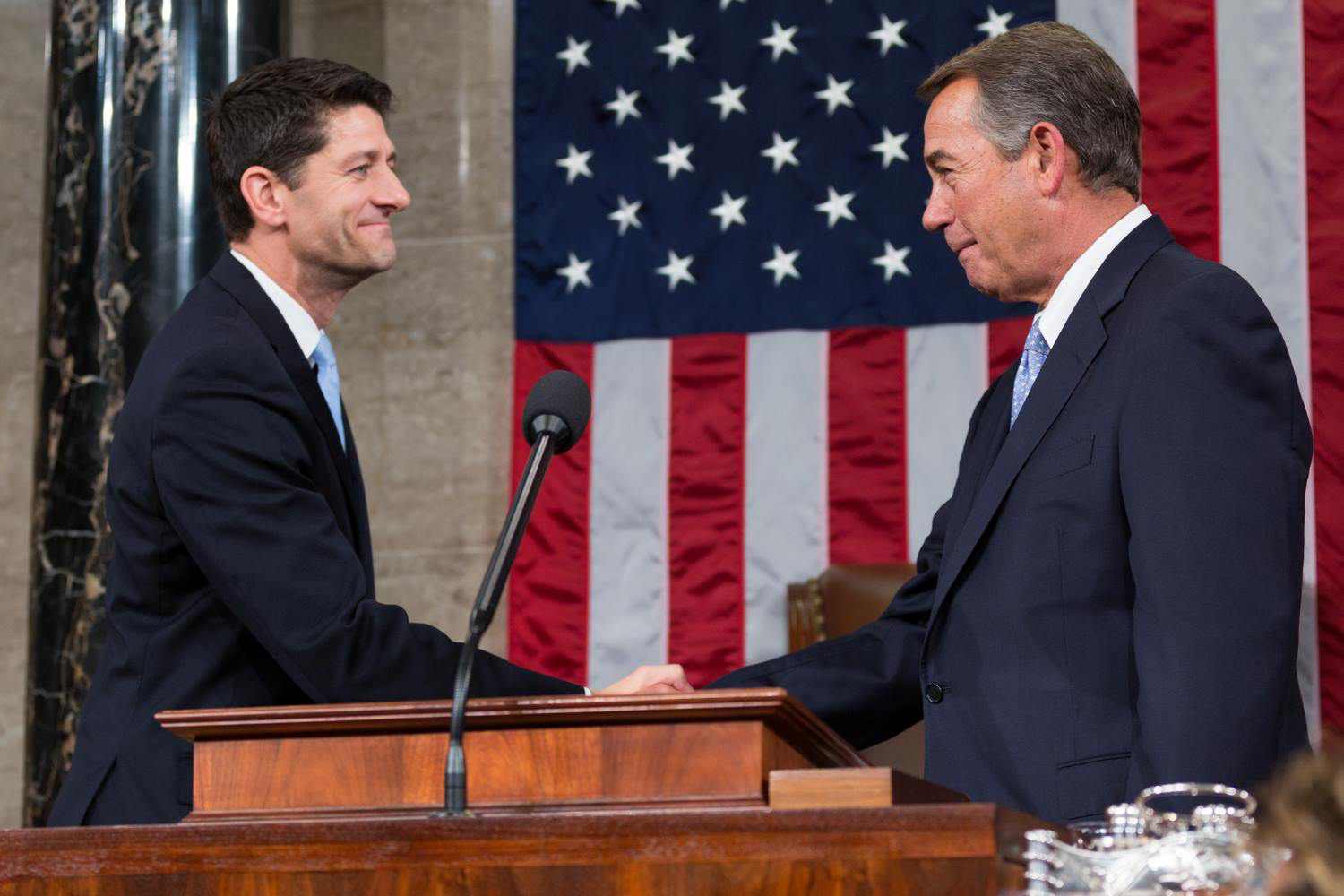
El presidente Ryan (izquierda) estrecha la mano del presidente saliente John Boehner (derecha).

El 25 de septiembre de 2015, John Boehner anunció formalmente a los republicanos de la Cámara de Representantes su intención de renunciar a la presidencia y a la Cámara.Entre los interesados en el puesto, Kevin McCarthy —quien contaba con un amplio apoyo entre los republicanos, incluyendo a Boehner, y Ryan, quien iba a nominarlo oficialmente— era considerado el presunto favorito.Su candidatura fue rechazada por los republicanos conservadores de la Cámara de Representantes del Caucus de la Libertad, y cuando se hizo evidente que los miembros del caucus no apoyarían su candidatura, McCarthy retiró su nombre de la consideración el 8 de octubre. Esto llevó a muchos republicanos a considerar a Ryan como candidato de compromiso. La presión incluyó una petición de Boehner, quien, según se informa, le dijo a Ryan que era la única persona que podía unir a los republicanos de la Cámara en un momento de agitación.Ryan emitió un comunicado que decía: "Si bien estoy agradecido por el apoyo que he recibido, no seré candidato".Sin embargo, al día siguiente, asesores cercanos de Ryan confirmaron que este había reevaluado la situación y estaba considerando la posibilidad de presentarse.

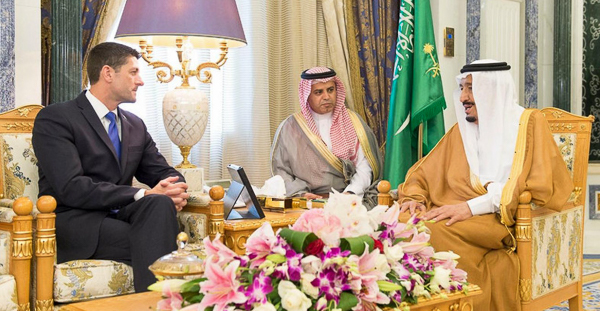
El rey Salman de Arabia Saudita habla con Ryan en abril de 2016.

Ryan confirmó el 22 de octubre que se postularía a la presidencia de la Cámara tras recibir el respaldo de dos facciones republicanas, incluyendo el Caucus de la Libertad, de tendencia conservadora.Ryan, al confirmar su candidatura, declaró: «Nunca pensé que sería presidente de la Cámara. Pero les prometí que si podía ser una figura unificadora, lo haría, me entregaría por completo. Después de hablar con tantos de ustedes y escuchar sus palabras de aliento, creo que estamos listos para avanzar como un solo equipo unido. Y estoy listo y ansioso por ser nuestro presidente».
El 29 de octubre, Ryan fue elegido presidente de la Cámara de Representantes, con 236 votos, la mayoría absoluta de los 435 miembros de la misma. La demócrata Nancy Pelosi obtuvo 184 votos, y otros 12 fueron para otros.Tras la votación, Ryan pronunció su primer discurso como presidente electo y fue juramentado por John Conyers, decano de la Cámara, convirtiéndose, a los 45 años, en la persona más joven elegida como presidente desde James G. Blaine (39 años) en 1869.Posteriormente, nombró al cabildero John David Hoppe como su jefe de gabinete.
Ryan se convirtió en el líder de los republicanos de la Cámara de Representantes tras asumir la presidencia. Sin embargo, por tradición, prácticamente no participó en los debates y solo emitió unas pocas votaciones. Tampoco formó parte de ningún comité.

### Elecciones presidenciales de 2016
Después de que Donald Trump se convirtiera en el presunto candidato republicano en las elecciones presidenciales de 2016 el 4 de mayo de 2016, Ryan dudó en respaldarlo, declarando el 5 de mayo que "no estaba listo".Ryan y Trump se reunieron en privado el 12 de mayo, emitiendo posteriormente una declaración conjunta en la que reconocieron sus diferencias, pero afirmaron: "Reconocemos que también hay muchas áreas importantes de interés común".El 2 de junio, Ryan anunció su apoyo a Trump en un artículo de opinión en The Janesville Gazette.

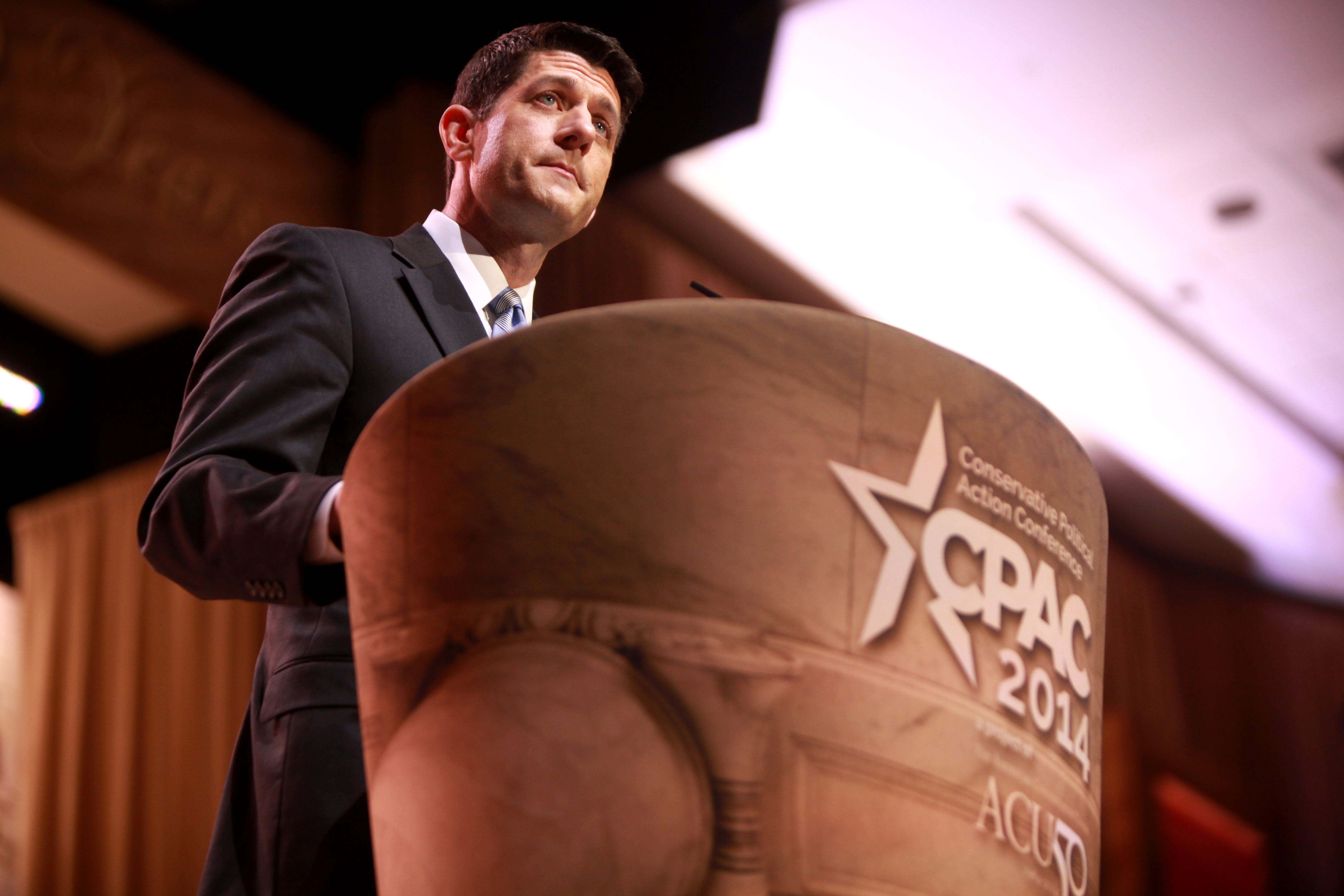
Ryan hablando en la CPAC en marzo de 2014.

Al día siguiente, 3 de junio, en medio de las críticas de Trump al juez Gonzalo P. Curiel, Ryan afirmó que la crítica de Trump "simplemente me salió de la cabeza" y expresó su desacuerdo.El 7 de junio, Ryan desautorizó los comentarios de Trump sobre Curiel porque creía que eran "la definición clásica de un comentario racista". Sin embargo, Ryan continuó apoyando a Trump, convencido de que se implementarán más políticas republicanas bajo su mandato que bajo el de la presunta candidata demócrata, Hillary Clinton.El 15 de junio, después de que Kevin McCarthy declarara durante una conversación entre republicanos: "Creo que Putin paga a dos personas: a Rohrabacher y a Trump. Lo juro por Dios", Ryan intervino: "Sin filtraciones. Así es como sabemos que somos una verdadera familia".
El 5 de julio, después de que el director del FBI, James Comey, abogara por no presentar cargos contra Clinton por su escándalo de correos electrónicos, Ryan dijo que la decisión de Comey "desafía toda explicación" y declaró que "negarse a procesar a la secretaria Clinton por el manejo y la transmisión imprudentes de información de seguridad nacional sentará un precedente terrible".

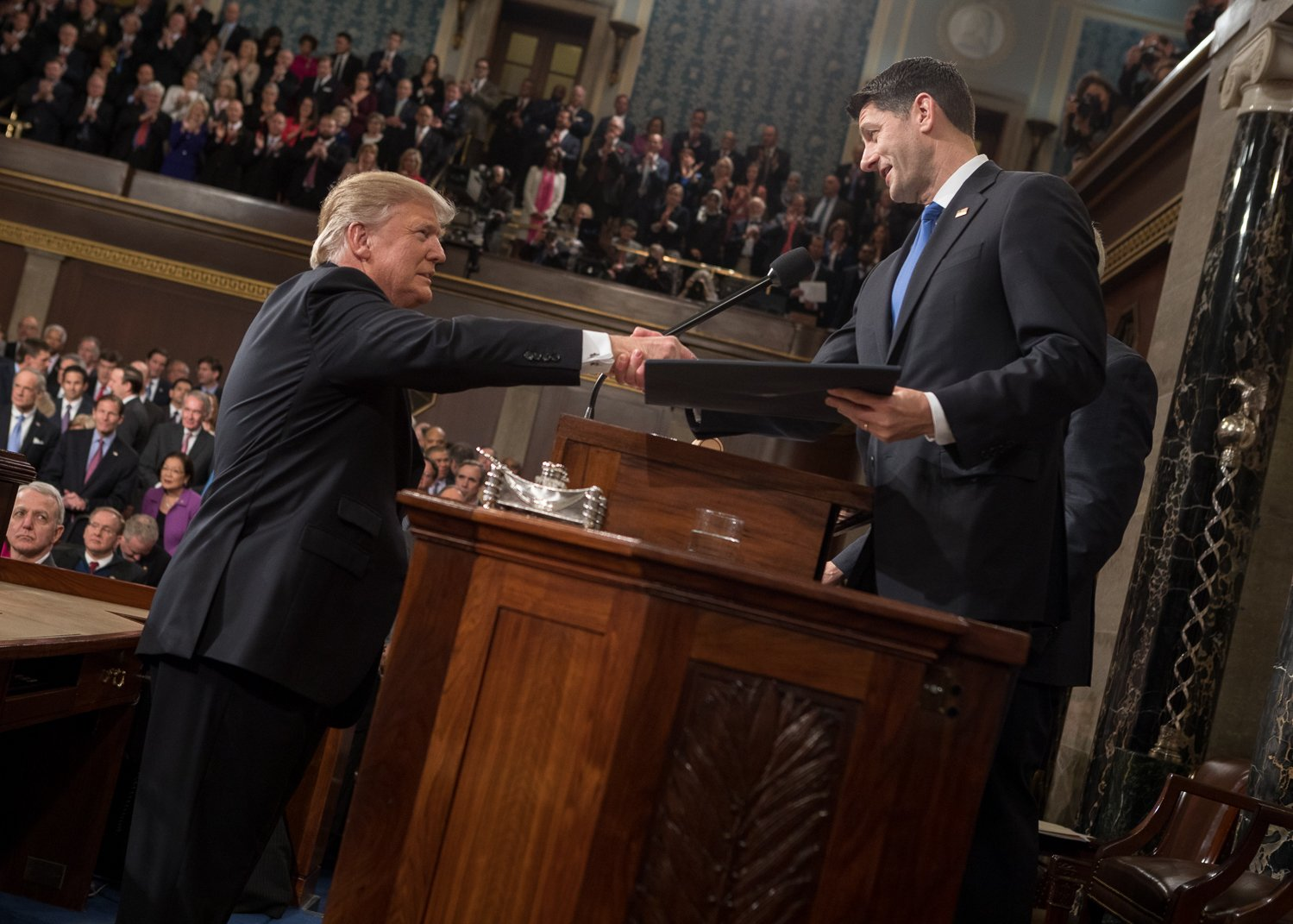
Ryan estrecha la mano de Donald Trump antes de su discurso ante una sesión conjunta del Congreso el 28 de febrero de 2017.

Durante la campaña presidencial de 2016, Ryan sugirió que el candidato Trump debería publicar sus declaraciones de impuestos.
En octubre de 2016, tras la controversia de Donald Trump en Access Hollywood, Ryan retiró la invitación a Trump de un mitin de campaña programadoy anunció que ya no defendería ni apoyaría su campaña presidencial, sino que se centraría en las contiendas al Congreso. También autorizó a los congresistas de menor rango a usar su propio criterio sobre Trump, diciendo: «Todos deben hacer lo que sea mejor para ustedes y su distrito».Trump procedió entonces a atacar a Ryan, acusándolo a él y a otros republicanos «desleales» de socavar deliberadamente su candidatura como parte de «un acuerdo siniestro».

### 115º Congreso

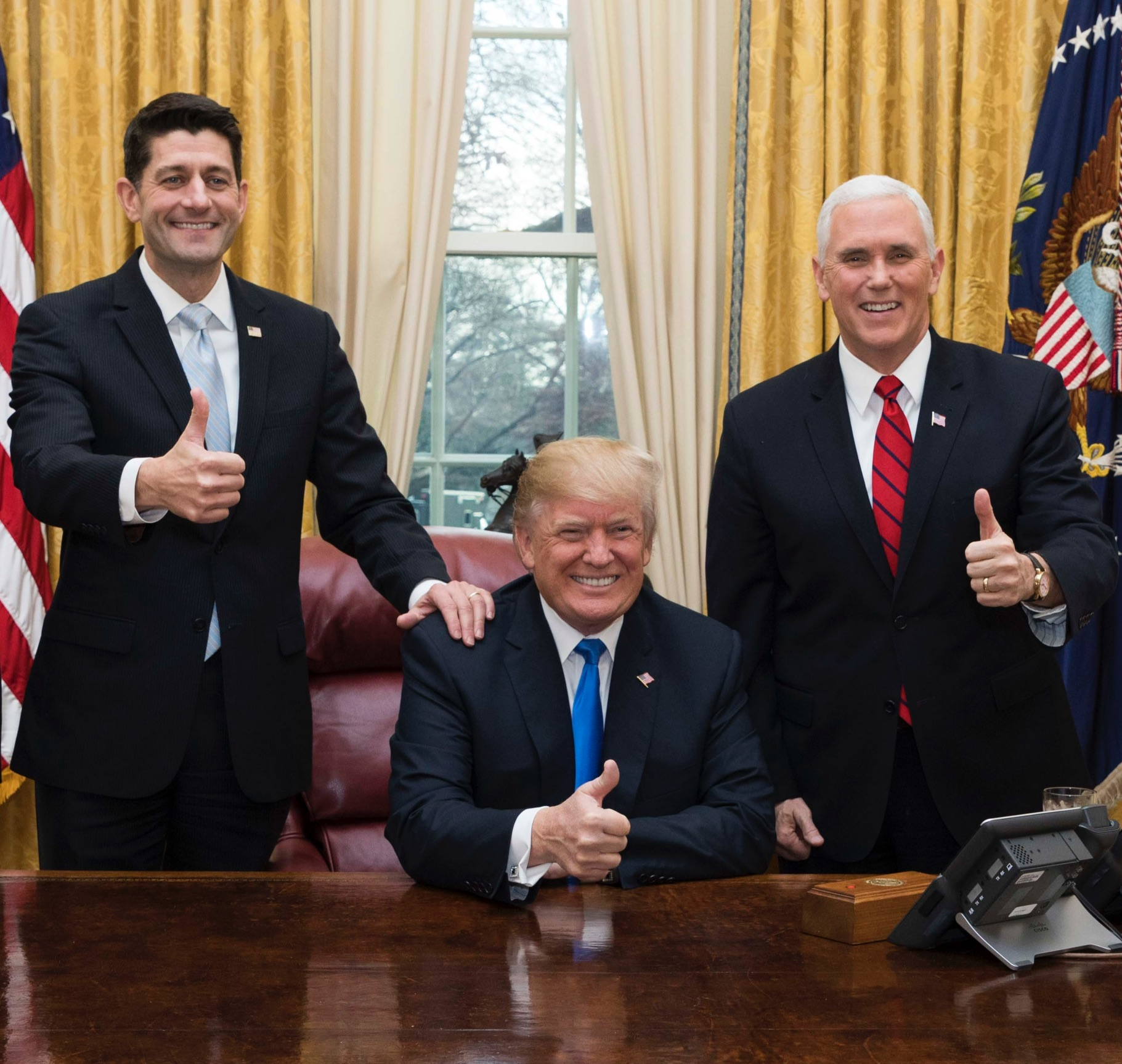
Ryan con Donald Trump y el vicepresidente Mike Pence, diciembre de 2017.

Dos meses después de las elecciones de 2016, Ryan fue reelegido presidente de la Cámara de Representantes el 3 de enero de 2017, día de la inauguración del 115.º Congreso. Recibió 239 votos frente a los 189 de la líder demócrata de la Cámara, Pelosi (y 5 más para otros).
El 7 de febrero de 2017, Ryan anunció a la prensa que se introduciría un reemplazo para la Ley de Cuidado de Salud Asequible (ACA) "este año", en medio de especulaciones de que Donald Trump no actuaría al respecto hasta el año siguiente.El 9 de marzo, Ryan ofreció una conferencia de 30 minutos explicando el reemplazo propuesto para la ACA, titulado Ley de Atención Médica Estadounidense (AHCA).El 30 de marzo, Ryan declaró que no tenía intención de colaborar con los demócratas en la derogación y el reemplazo de la ACA, argumentando que su participación llevaría a que el gobierno "gestionara la atención médica".El 4 de abril, Ryan confirmó la reanudación de las conversaciones sobre un reemplazo para la ACA, pero advirtió que este se encontraba en la etapa "conceptual" de su desarrollo.El 4 de mayo, la Cámara de Representantes votó por un estrecho margen a favor de la AHCA para derogar la ACA.El 9 de mayo, Ryan dijo que pasarían "uno o dos meses" antes de que el Senado aprobara su propia legislación de derogación y reemplazo de la ACA.El Senado creó varias de sus propias versiones de la ley, pero no pudo aprobar ninguna.
En mayo de 2017, Ryan afirmó que el objetivo del Congreso era "programar 2017 para la reforma fiscal" e informó que se estaban logrando avances al respecto.En diciembre de 2017, ambas cámaras del Congreso aprobaron un proyecto de ley fiscal de 1,5 billones de dólares denominado Ley de Reducción de Impuestos y Empleos de 2017, que Trump promulgó el 22 de diciembre.Se proyecta que la ley fiscal añadirá 1,5 billones de dólares adicionales a la deuda nacional en una década, pero el Comité Conjunto de Tributación, un organismo no partidista, también estimó que el PIB, en promedio, sería un 0,7 % más alto durante el mismo período.En las semanas previas a su anuncio de jubilación, Ryan también defendió un proyecto de ley de gasto público de 1,3 billones de dólares que impulsó significativamente el gasto militar. Politico señaló que Ryan "clamó por la austeridad cuando estaba en minoría, criticando a los demócratas como derrochadores que destrozan el presupuesto, pero felizmente ha destrozado los presupuestos en la mayoría".
En junio de 2017, Ryan expresó su apoyo a la imposición de fuertes sanciones contra Rusia en respuesta a la interferencia rusa en las elecciones de 2016 y su anexión de Crimea, afirmando que las acciones de Rusia eran "inaceptables".Instó al fiscal especial Robert Mueller y a los comités de supervisión del Congreso a "hacer su trabajo para que podamos llegar al fondo de todo esto".En julio, el Congreso aprobó un proyecto de ley que impone nuevas sanciones a Rusia y le otorga la facultad de anular los intentos de la Casa Blanca de revertir las sanciones. Ambas cámaras aprobaron el proyecto de ley con mayorías a prueba de veto (98-2 en el Senado, 419-3 en la Cámara de Representantes), por lo que Trump lo promulgó a regañadientes el 2 de agosto de 2017.
Ryan proporcionó cobertura política a Devin Nunes, presidente del Comité de Inteligencia de la Cámara de Representantes, a quien muchos caracterizaron como una fuente de la disfunción en el comité mientras investigaba la interferencia rusa en las elecciones de 2016.Nunes acusó al gobierno de Obama de "desenmascarar" indebidamente las identidades de los allegados de Trump (lo que llevó a la recusación temporal de Nunes de la investigación del comité sobre Rusia), acusó al FBI de mala conducta, filtró los mensajes de texto del senador Mark Warner (en un intento de sugerir engañosamente una irregularidad de su parte) y amenazó con destituir al director del FBI, Christopher Wray, y al fiscal general adjunto, Rod Rosenstein.El Comité de Inteligencia de la Cámara de Representantes era uno de los pocos comités llamados "selectos" del Congreso, lo que significaba que Ryan era quien debía decidir quién lo presidía.
A pesar de haber favorecido la inmigración integral anteriormente en su carrera en el Congreso, el presidente Ryan impidió que la legislación sobre inmigración avanzara en la Cámara de Representantes.Cuando el presidente Trump puso fin a la Acción Diferida para los Llegados en la Infancia (DACA), que otorgaba estadía temporal a inmigrantes indocumentados traídos a los Estados Unidos cuando eran menores de edad, Ryan dijo que los beneficiarios de DACA deberían "estar tranquilos" porque el Congreso resolvería el problema por ellos, pero Ryan no respaldó ningún proyecto de ley para proteger a los beneficiarios de DACA.
Un artículo en The Washington Post describió la relación de Ryan con el presidente Trump como "amistosa, aunque a veces incómoda", y agregó que "Ryan hizo poco para controlar al presidente o fomentar la supervisión de su administración".Ryan apoyó el despido del director del FBI, James Comey, por parte de Trump, y no apoyó la legislación para proteger la investigación del fiscal especial Robert Mueller sobre la interferencia rusa en las elecciones de 2016. Ryan dijo que la legislación para proteger la investigación de Mueller no era "necesaria".
El 11 de abril de 2018, Ryan anunció que no se presentaría a la reelección en noviembre, afirmando: «Me gusta pensar que he hecho mi parte, mi pequeña contribución a la historia, para encaminarnos hacia un mejor rumbo». En respuesta, Trump tuiteó: «El presidente de la Cámara de Representantes, Paul Ryan, es un hombre verdaderamente bueno, y aunque no buscará la reelección, dejará un legado de logros que nadie podrá cuestionar».
En mayo de 2018, Ryan lideró la Cámara de Representantes en la aprobación de la Ley de Crecimiento Económico, Alivio Regulatorio y Protección al Consumidor, que derogó parcialmente la Ley Dodd-Frank.Fue promulgada por el presidente Trump unos días después.
Tras la pérdida del control de la Cámara de Representantes por parte de los republicanos en las elecciones intermedias de 2018, Ryan sugirió irregularidades en los resultados electorales de California. Ryan afirmó que el sistema electoral californiano era "extraño", "desafía la lógica" y que "hay muchas contiendas que deberíamos haber ganado". Tras la publicación de las declaraciones de Ryan, su portavoz declaró: "El Presidente de la Cámara no cuestionó ni cuestiona los resultados".

### Evaluación de la permanencia en el cargo de Presidente

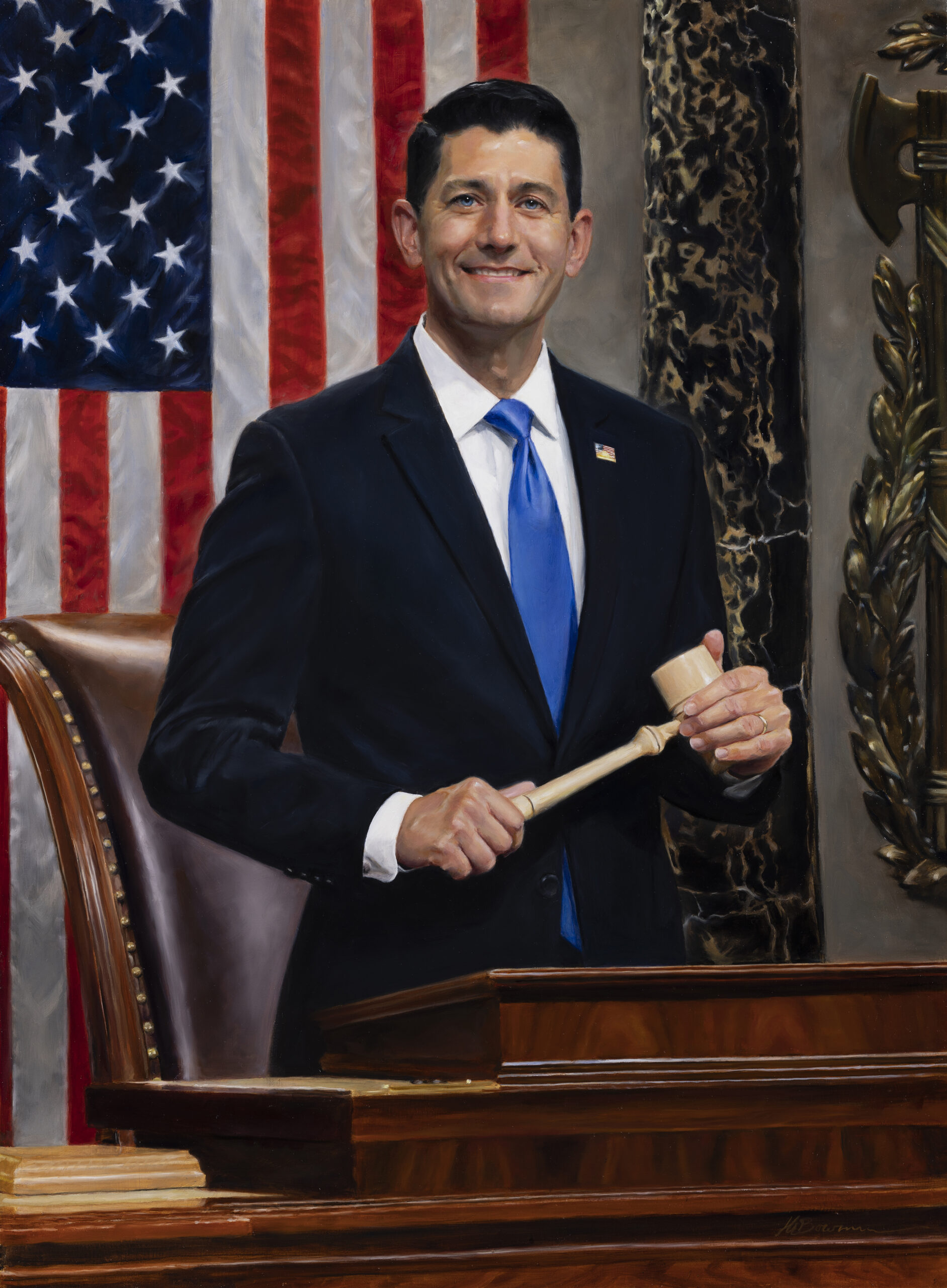
Retrato oficial de Ryan, por Leslie W. Bowman, 2023.

Tras el anuncio de jubilación de Ryan, un artículo en The Washington Post afirmó que Ryan estaba "dejando atrás un legado de gasto público drásticamente expandido y déficits inmensos, un presidente republicano sin control, un sistema de inmigración roto y un partido que está abandonando rápidamente los principios de libre comercio que él mismo defendió".Según Associated Press, Ryan "logró uno de sus objetivos profesionales: reescribir el código tributario"; sin embargo, "en su otro objetivo definitorio —equilibrar el presupuesto y recortar programas de beneficios como la Seguridad Social, Medicare y Medicaid— Ryan ha fracasado estrepitosamente".[143]

### Servicios a sus electores
En el año fiscal 2008, Ryan obtuvo $5,4 millones en asignaciones del Congreso, incluyendo $3,28 millones para el servicio de autobuses en Wisconsin, $1,38 millones para el Ice Age Trail y $735.000 para el sistema de tránsito de Janesville.En 2009, abogó con éxito ante el Departamento de Energía para obtener fondos de estímulo para iniciativas energéticas en su distrito.
Otros proyectos de distritos locales que ha apoyado incluyen la ampliación de la pista del Aeropuerto Regional del Sur de Wisconsin, un estudio ambiental del Puerto de Kenosha, equipo contra incendios para Janesville, proyectos viales en Wisconsin y proyectos de trenes de cercanías y tranvías en Kenosha. En 2008, Ryan se comprometió a dejar de solicitar partidas presupuestarias. Anteriormente, las había solicitado con menos frecuencia que otros representantes.Los registros de Contribuyentes para Sentido Común no muestran partidas presupuestarias apoyadas por Ryan para los años fiscales 2009 y 2010.En 2012, Ryan apoyó una solicitud de 3,8 millones de dólares del Departamento de Transporte para un nuevo centro de tránsito en Janesville,que las autoridades municipales recibieron en julio.
Ryan fue miembro activo de un grupo de trabajo creado por el gobernador de Wisconsin, Jim Doyle, que intentó, sin éxito, persuadir a General Motors para que mantuviera abierta su planta de ensamblaje en Janesville. Contactó personalmente con ejecutivos de GM para convencerlos de salvar o reequipar la planta, ofreciéndole cientos de millones de dólares en incentivos financiados por los contribuyentes.Tras el cierre de las fábricas en Janesville y Kenosha, los electores expresaron su descontento con el historial de votación de Ryan.Durante las vacaciones de verano del Congreso de 2011, Ryan celebró reuniones públicas telefónicas con sus electores. Las únicas reuniones públicas a las que Ryan asistió en su distrito requerían el pago de una cuota de entrada de al menos 15 dólares.
En agosto de 2011, los electores de Kenosha y Racine protestaron cuando Ryan se negó a reunirse con ellos para tratar cuestiones económicas y laborales, tras semanas de solicitudes por correo electrónico. Su oficina en Kenosha cerró sus puertas y presentó una denuncia ante la policía, que informó a los manifestantes que no se les permitía entrar en la oficina de Ryan.
Ryan mantuvo una oficina móvil para atender a sus electores en áreas periféricas.

## Fondo de Liderazgo del Congreso
El Fondo de Liderazgo del Congreso (CLF), un PAC, ha estado estrechamente vinculado y alineado con Ryan.Ryan ha dirigido a importantes donantes del Partido Republicano hacia el CLF.

## Posiciones políticas
Las posturas políticas de Ryan fueron generalmente conservadoras, con un enfoque en la política fiscal.Ryan "jugó un papel central en casi todos" los debates políticos del período 2010-2012.En 2012, Ryan votó en contra de la propuesta de la comisión Simpson-Bowles para reducir el déficit, porque esta aumentaba los impuestos y no lograba derogar la Ley de Atención Médica Asequible.Si bien se autoproclamó un halcón del déficit, su mandato como presidente de la Cámara de Representantes vio una importante expansión del gasto público y un aumento desmesurado del déficit a pesar del control republicano unificado del Congreso y la Casa Blanca, sin recesión ni nuevos conflictos extranjeros.
Ryan defendía la economía de la oferta y apoyaba las reducciones de impuestos, incluyendo la eliminación del impuesto sobre las ganancias de capital, el impuesto sobre la renta corporativa, el impuesto sobre sucesiones y el Impuesto Mínimo Alternativo.Ryan apoya la desregulación, incluyendo la Ley Gramm-Leach-Bliley de 1999, que derogó parte de la regulación financiera de los bancos de la Ley Glass-Steagall de 1933.Durante la recuperación económica de la Gran Recesión de finales de la década de 2000, Ryan apoyó el Programa de Alivio de Activos en Problemas (TARP), que autorizó al Tesoro a comprar activos tóxicos de bancos y otras instituciones financieras, y el rescate de la industria automotriz; Ryan se opuso a la Ley de Tarjetas de Crédito de 2009, que amplió las protecciones del consumidor con respecto a los planes de tarjetas de crédito, y a la Ley Dodd-Frank de Reforma de Wall Street y Protección del Consumidor, que fortaleció la regulación financiera.En 2018, como presidente de la Cámara de Representantes, Ryan ayudó a aprobar la Ley de Crecimiento Económico, Alivio Regulatorio y Protección al Consumidor que derogó grandes partes de la Ley Dodd-Frank.

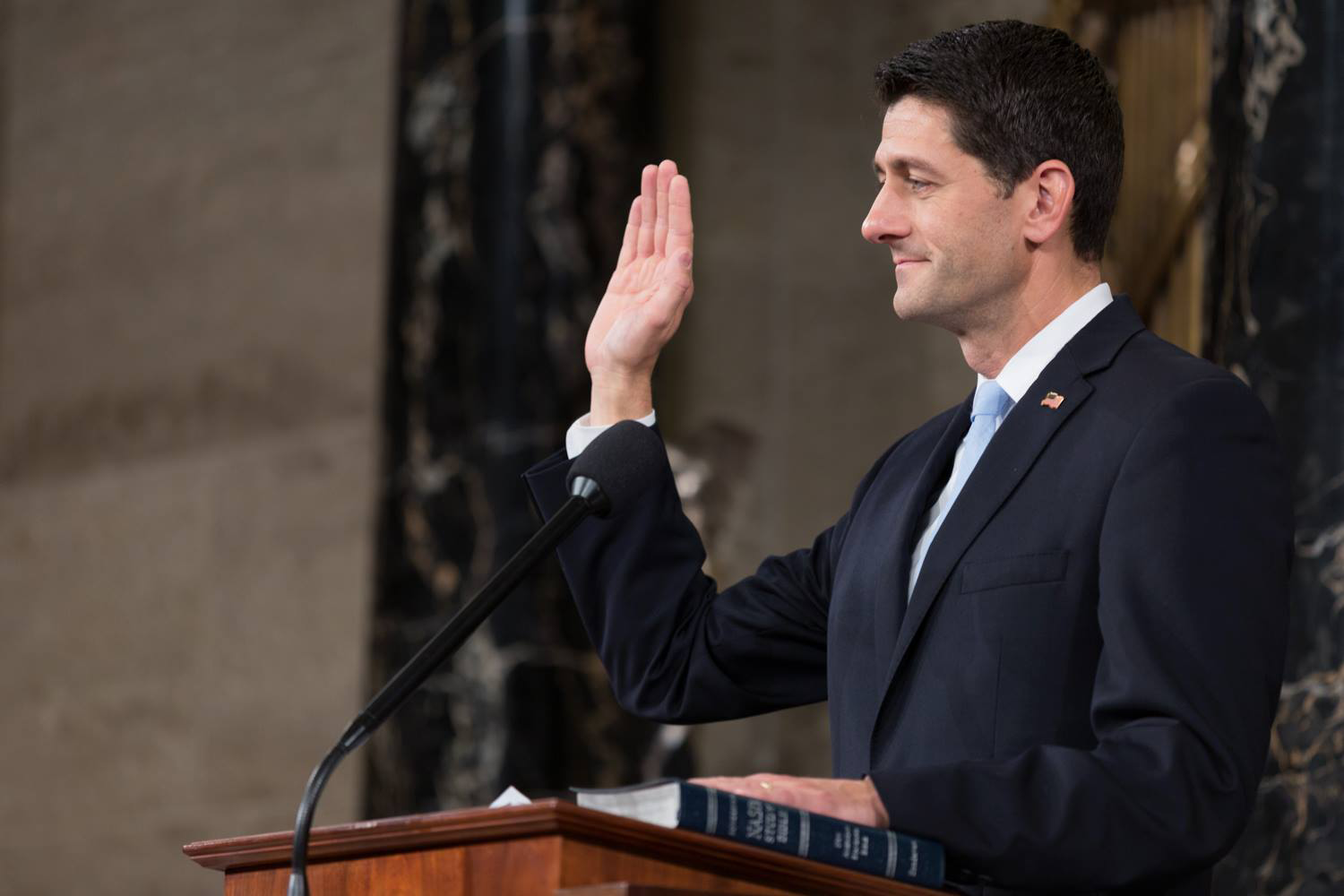
Ryan presta juramento tras su elección como Presidente de la Cámara de Representantes, 29 de octubre de 2015.

En 2016, Ryan presentó un conjunto de propuestas contra la pobreza que buscan ampliar los requisitos laborales para quienes reciben beneficios federales, otorgar a los estados y las jurisdicciones locales un papel más importante en la administración de dichos beneficios, medir mejor los resultados de los programas federales para los pobres y combatir el despilfarro, el fraude y el abuso.Ryan cree que los programas federales de reducción de la pobreza son ineficaces y apoya los recortes a la asistencia social, el cuidado infantil, las Becas Pell, los cupones de alimentos y otros programas de asistencia federal.Ryan apoya la concesión de subvenciones en bloque de Medicaid a los estados y la privatización de la seguridad social y Medicare.Ryan apoyó el beneficio de medicamentos recetados de la Parte D de Medicare y se opone a la Ley de Protección al Paciente y Cuidado de Salud Asequible (ACA), también conocida como "Obamacare".Ryan apoyó la Ley de Atención Médica Estadounidense de 2017 (AHCA), el plan republicano de la Cámara de Representantes de 2017 para derogar y reemplazar la ACA.En 2012, The New York Times dijo que Ryan era "el portavoz más enérgico de su partido para recortar el gasto en prestaciones sociales".
Las posturas políticas no fiscales de Ryan fueron objeto de atención nacional adicional con su candidatura a vicepresidente en 2012.Ryan es provida y se opone al derecho al aborto.Ryan se opuso a la Ley de Salario Justo Lilly Ledbetter de 2009, que establece que el plazo de prescripción de 180 días para presentar una demanda por igualdad salarial con respecto a la discriminación salarial se restablece con cada nuevo cheque de pago afectado por esa acción discriminatoria.En 2012, Ryan apoyó las uniones civiles y se opuso al matrimonio entre personas del mismo sexo.
Ryan apoyó los vouchers escolares y apoyó la Ley Que Ningún Niño Se Quede Atrás en 2001 y su derogación, la Ley Cada Estudiante Triunfa en 2015.Ryan no está seguro, y cree que los científicos del clima no están seguros, del impacto de la actividad humana en el cambio climático.Ryan apoyó los incentivos fiscales para la industria petrolera y se opuso a ellos para la energía renovable.Ryan apoyó el derecho a portar armas y se opuso a un control de armas más estricto.Ryan apoyó las guerras en Irak y Afganistán.

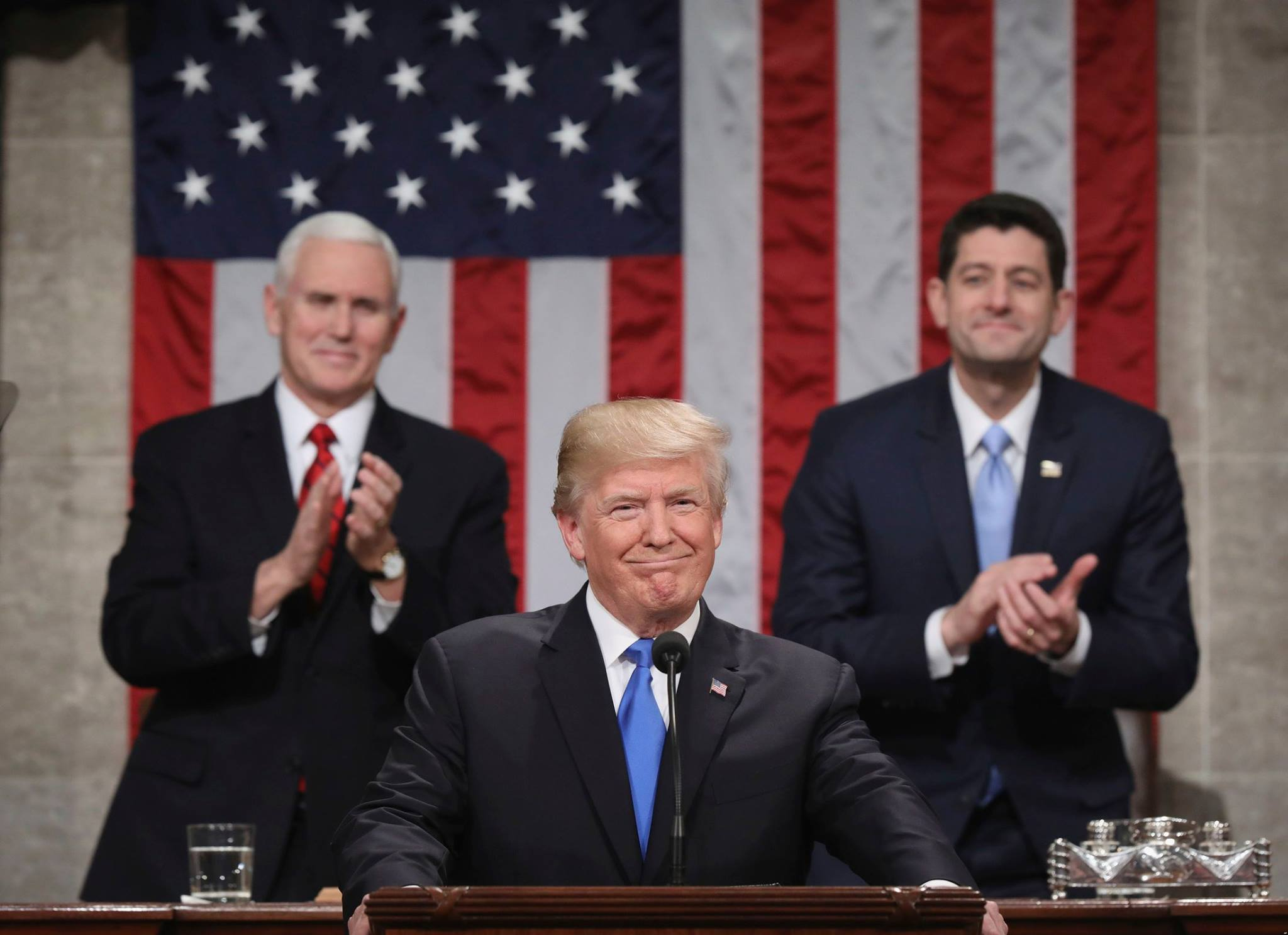
Ryan con el presidente Donald Trump y el vicepresidente Mike Pence, enero de 2018

Ryan condenó la decisión de Barack Obama de no bloquear una resolución de la ONU que criticaba la construcción de asentamientos israelíes en los territorios palestinos ocupados, calificándola de "absolutamente vergonzosa".Ryan apoyó la decisión del presidente Donald Trump de reconocer a Jerusalén como capital de Israel. Declaró: "Jerusalén ha sido, y siempre será, la capital eterna e indivisa del Estado de Israel".
Tras la cumbre Estados Unidos-Rusia de 2018, en la que Donald Trump afirmó que creía que el gobierno ruso no había interferido en las elecciones presidenciales estadounidenses de 2016, Ryan confirmó su creencia de que el gobierno ruso sí había interferido y abogó por más sanciones económicas contra Rusia por dicha interferencia.
Ryan apoyó la participación de Estados Unidos en la intervención liderada por Arabia Saudita en la guerra civil yemení y utilizó su poder para bloquear una votación de la Cámara de Representantes sobre la guerra en Yemen.
En una entrevista de 2022, Ryan se describió a sí mismo como un "Never Trump". Si bien estaba "orgulloso de los logros [durante la administración Trump]", Ryan destacó cómo, bajo el gobierno de Trump, el Partido Republicano perdió las elecciones en 2018, 2020 y 2022, y dijo que, por lo tanto, el partido debería distanciarse de Trump.Un año después, Ryan ridiculizaría a Trump, calificándolo de "populista, narcisista autoritario" y "no conservador".En junio de 2024, Ryan declaró que no votaría por Trump en las elecciones presidenciales de 2024, y que en su lugar planeaba incluir a otro candidato por escrito debido a la falta de "carácter" de Trump.Antes de las primarias republicanas, Ryan animó en privado al congresista Mike Gallagher a apoyar la campaña presidencial de Nikki Haley.

### Relación con el objetivismo
En una reunión en Washington D. C. en 2005 para celebrar el centenario del nacimiento de Ayn Rand, Ryan le atribuyó a Rand el mérito de haberlo inspirado a involucrarse en la política.En un discurso pronunciado ese mismo año en la Atlas Society, afirmó haber crecido leyendo a Rand y que sus libros le habían enseñado sobre su sistema de valores y creencias.Ryan exigió a sus empleados y pasantes de la oficina del Congreso que leyeran a Rand,y regaló copias de su novela La rebelión de Atlas a su personal en Navidad.En su discurso en la Atlas Society, también describió la Seguridad Social como un «sistema de base socialista».
En 2009, Ryan dijo: «Lo singular de lo que está sucediendo hoy en el gobierno, en el mundo, en Estados Unidos, es que es como si estuviéramos viviendo en una novela de Ayn Rand. Creo que Ayn Rand hizo el mejor trabajo que nadie para construir un caso moral del capitalismo, y esa moralidad del capitalismo está bajo ataque».
En abril de 2012, tras recibir críticas de profesores de la Universidad de Georgetown por su plan presupuestario, Ryan rechazó la filosofía objetivista de Rand por considerarla atea, afirmando que «reduce las interacciones humanas a meros contratos».También calificó de «leyenda urbana» los informes sobre su adhesión a las ideas de Rand y afirmó que, en cambio, estaba profundamente influenciado por su fe católica y por Tomás de Aquino.

## Vida después del Congreso
En marzo de 2019, Ryan se unió a la junta directiva de Fox Corporation, propietaria de Fox News Channel y la cadena de televisión Fox.En agosto de 2019, se unió a la junta directiva de SHINE Medical Technologies.Posteriormente, se incorporó al profesorado de la Universidad de Notre Dame como profesor en prácticas durante el curso académico 2019-20 como profesor invitado de ciencias políticas y economía.En abril de 2019, Ryan fue nominado como líder de la delegación para representar al presidente Trump en una visita a Taipéi. Acompañado de la presidenta taiwanesa, Tsai Ing-wen, asistió a la ceremonia del 40.º aniversario de la Ley de Relaciones con Taiwán.En octubre de 2019, Ryan fundó la organización sin ánimo de lucro American Idea Foundation.
En octubre de 2020, Ryan se unió a la empresa de relaciones públicas y asesoría Teneo como asesor senior.En febrero de 2021 se convirtió en socio de la firma de inversión de capital privado de Boston Solamere Capital.
El 17 de mayo de 2023, Ryan develó su retrato oficial en el Capitolio de los Estados Unidos durante una ceremonia en el Statuary Hall. Durante su discurso, dijo: «Solo en Estados Unidos sería posible que un joven de Janesville pasara de becario a presidente de la Cámara de Representantes».